# あるあるCity ドリーム☆レディオ
あるあるCity ドリーム☆レディオ（あるあるシティ ドリームレディオ）は、かつてFM FUKUOKAで放送されていたラジオ番組。あるあるCity7階にある吉本興業の劇場「あるあるYY劇場」から公開生放送という形で放送されていた。

## 概要
北九州市小倉北区の商業施設あるあるCity7階に設置された福岡よしもとの常設劇場・「あるあるYY劇場」でFM FUKUOKAのパーソナリティと福岡よしもと所属のお笑い芸人が日替わりで登場し、「スター発掘」と「地域の活性化」をキーワードにゲストを招いての大喜利コーナーや「あるあるYYドリーム☆オーディション」という番組放送前に実施されるオーディションライブが行われていた。
また、番組公式サイトでUstream配信を行われていた。
観覧参加やメールを採用されると「Yレージポイント」を獲得することができ、毎月行われるYレージ抽選会に参加することができた。

## パーソナリティ
- 小雪・メガモッツ（月）
- BUTCH・どんぴしゃ（火）
- HARU・ルームメイト（水）
- 田代奈々・レモンティー（木）

## 主なコーナー
- ゲツモクエンタ

大喜利や替え歌などリスナーからのネタを中心としたコーナー。

## 前後の番組
- 16:00 Hyper Night Program GOW!!
- 20:30 HKT48 渡辺通り1丁目FMまどか 〜まどかのまどから〜